# Иоанн (Иосселиани)
Иоанн Иосселиани (1788—1869) — епископ Гурийский.

## Биография
Родился в 1788 году в селе Персатах Картли-Кахетинского царства; происходил из грузинских дворян. Начальное образование получил в грузинской школе в Шиомгвимской пустыни, русскому же языку его выучили в Тифлисском Спасо-Преображенском монастыре. 
15 марта 1813 года был рукоположен в диакона, 5 декабря 1819 года принял монашество с удержанием мирского имени. 
С 15 мая 1822 года жил в Тифлисском Спасопреображенском монастыре, был там казначеем, потом был экономом Тифлисской духовной семинарии и 6 августа 1831 года был возведен в сан игумена. 
25 сентября 1835 года был назначен управляющим церковными имениями и крестьянами по грузинской епархии, и 18 июля 1843 года произведен в архимандрита. 
22 мая 1846 года был переведен в Имеретию настоятелем Челишского Успенского монастыря, а затем Гаенатского монастыря (известен также как Гелатский Рождество-Богородицкий монастырь). Управлял церковными имениями в Рачинском уезде и не раз всей Имеретинской епархией. 
8 сентября 1853 года был хиротонисан в Тифлисе в сан епископа Гурийской епархии (с 1885 года, после слияния с Мингрельской епархией преобразована в Гурийско-Мингрельскую епархию). 
Во все время Русско-турецкой войны 1768—1774 гг. объезжал свою епархию, неоднократно, презрев опасности, посещал войска, поддерживал их в верности царю и отечеству. После этих трудов здоровье его ослабело и 19 августа 1858 года он, по собственному прошению, был уволен на покой в Гаенатский монастырь, где и скончался 19 октября 1869 года.